# 중국호성음
《중국호성음》(보이스 오브 차이나)은 저장 위성 텔레비전에서 2012년 7월부터 2015년까지 방송된 TV 프로그램이다.

## 우승자
| 시즌 | 이름   |
| ---- | ------ |
| 1    | 양박   |
| 2    | 이기   |
| 3    | 장비천 |
| 4    |        |

## 유명 참가자들
- 오막수 (시즌1 준우승)
- 길극준일 (시즌1 3위)
- 김지문 (시즌1 4위)
- 관철
- 평안
- 정정
- 추홍우
- 오가려
- 장위기
- 예아풍
- 정소화
- 왕양
- 주예호
- 황일
- 니극
- 조인
- 장위
- 다량
- 장혁선
- 황학
- 황용
- 조로
- 장옥하
- 탁의봉
- 가욕삼
- 이민
- 후조신
- 왕기위
- 왕여릉
- 권진동
- 원아유
- 서해성
- 이대말
- 유월
- 왕내온
- 가녕조합
- 유진우
- 정홍
- 이행량
- 진빈
- 유호림
- 이호한
- 왕운일
- 김지
- 대산
- 이유진
- 저교
- 왕극
- 갈림
- 진준동
- 사단
- 아미스여자
- 위어낙
- 도홍욱
- 조가 (이상 시즌1 Top56)
- 김윤길 (시즌2 Top4)
- 예칭칭 (시즌3)
- 야오베이나
- 진즈원
- 우머초우
- 장허
- 장웨이
- 마인인 (시즌4)